# Baker Street (single)
Baker Street is een single van Gerry Rafferty. Het is afkomstig van zijn album City to City. "Baker Street" was de tweede single van het album, er zouden er nog twee volgen, doch die waren niet succesvol in Nederland. Het lied met als titel een van de bekendste winkelstraten in Londen gaat over de avonden dat Rafferty genoodzaakt was in Londen te overnachten om de zaken rond de opheffing van Stealers Wheel te regelen. Rafferty verbleef dan bij een vriend die aan de Baker Street woonde en speelde daar gitaar en zong om de frustratie af te reageren. B-kant was "Big change in the weather".

## Gerry Rafferty
Het lied is voornamelijk bekend vanwege de opzwepende altsaxofoonsolo, die het gehele lied doorklieft. In eerste instantie was die melodie voorbehouden aan gitarist Hugh Burns, doch die was niet aanwezig. Raphael Ravenscroft had echter nog wel zijn saxofoon in de auto liggen en speelde de partij vlot weg. Vlak voordat Ravenscroft losbarst is ook diens sopraansaxofoon te horen. De bekendheid van het nummer zorgde voor een Baker Street-effect, de saxofoon werd weer wat vaker gespeeld in de popmuziek.
In Nederland was de plaat op donderdag 13 april 1978 TROS Paradeplaat en een dag later Veronica Alarmschijf op Hilversum 3 en werd een grote hit. De plaat bereikte de 16e positie in de Nationale Hitparade, de 9e positie in de Nederlandse Top 40 en de 31e positie in de op 1 juni 1978 gestarte TROS Top 50. In België bereikte de plaat de 9e positie van de Vlaamse Radio 2 Top 30.
BMI maakte in 2010 bekend dat het lied meer dan 5 miljoen keer is uitgevoerd, het gevolg daarvan was dat Rafferty jaarlijks omgerekend circa 100.000 euro kon bijschrijven aan auteursrechten. Dat mag op zich positief zijn, probleem was dat Rafferty zelf behoorlijke plankenkoorts had en dus zelf weinig met het lied optrad. Rafferty ging uiteindelijk ten onder aan alcoholisme. Het lied werd talloze keren gecoverd van jazz (Maynard Ferguson) tot house (Undercover). De versie van de laatste verbleef in de zomer van 1992 langer (en hoger) in de Nederlandse Top 40 en de Nationale Top 100 dan het origineel. Benjamin Herman van de New Cool Collective speelde de solo nog even voor in Top 2000 à Go-Go van 28 december 2010. Het origineel verscheen na het overlijden van Rafferty 4 januari 2011 kortstondig terug in de Nederlandse Top 40 en Mega Top 50.

### Musici
- zang - Gerry Rafferty
- saxofoon - Raphael Ravenscroft
- gitaar - Hugh Burns
- slagwerk - Liam Genockey
- basgitaar: Gary Taylor
- toetsinstrumenten: Tommy Eyre
- percussie: Glen Le Fleur
- slaggitaar: Nigel Jenkins
- arrangement voor strijkorkest: Graham Preskett

### Hitnoteringen

#### Nederlandse Top 40
| Hitnotering: 22-04-1978 t/m 10-06-1978 | Hitnotering: 22-04-1978 t/m 10-06-1978 | Hitnotering: 22-04-1978 t/m 10-06-1978 | Hitnotering: 22-04-1978 t/m 10-06-1978 | Hitnotering: 22-04-1978 t/m 10-06-1978 | Hitnotering: 22-04-1978 t/m 10-06-1978 | Hitnotering: 22-04-1978 t/m 10-06-1978 | Hitnotering: 22-04-1978 t/m 10-06-1978 | Hitnotering: 22-04-1978 t/m 10-06-1978 | Hitnotering: 22-04-1978 t/m 10-06-1978 |
| Week:                                  | 1                                      | 2                                      | 3                                      | 4                                      | 5                                      | 6                                      | 7                                      | 8                                      |                                        |
| -------------------------------------- | -------------------------------------- | -------------------------------------- | -------------------------------------- | -------------------------------------- | -------------------------------------- | -------------------------------------- | -------------------------------------- | -------------------------------------- | -------------------------------------- |
| Positie:                               | 19                                     | 12                                     | 9                                      | 9                                      | 10                                     | 17                                     | 29                                     | 39                                     | uit                                    |

#### Nationale Hitparade/Mega Top 50
| Hitnotering: (Week 1 t/m 6) 13-05-1978 t/m 23-06-1978 Hitnotering: (Week 7 t/m 8) 08-01-2011 t/m 15-01-2011 Hitnotering: (Week 9) 12-02-2011 | Hitnotering: (Week 1 t/m 6) 13-05-1978 t/m 23-06-1978 Hitnotering: (Week 7 t/m 8) 08-01-2011 t/m 15-01-2011 Hitnotering: (Week 9) 12-02-2011 | Hitnotering: (Week 1 t/m 6) 13-05-1978 t/m 23-06-1978 Hitnotering: (Week 7 t/m 8) 08-01-2011 t/m 15-01-2011 Hitnotering: (Week 9) 12-02-2011 | Hitnotering: (Week 1 t/m 6) 13-05-1978 t/m 23-06-1978 Hitnotering: (Week 7 t/m 8) 08-01-2011 t/m 15-01-2011 Hitnotering: (Week 9) 12-02-2011 | Hitnotering: (Week 1 t/m 6) 13-05-1978 t/m 23-06-1978 Hitnotering: (Week 7 t/m 8) 08-01-2011 t/m 15-01-2011 Hitnotering: (Week 9) 12-02-2011 | Hitnotering: (Week 1 t/m 6) 13-05-1978 t/m 23-06-1978 Hitnotering: (Week 7 t/m 8) 08-01-2011 t/m 15-01-2011 Hitnotering: (Week 9) 12-02-2011 | Hitnotering: (Week 1 t/m 6) 13-05-1978 t/m 23-06-1978 Hitnotering: (Week 7 t/m 8) 08-01-2011 t/m 15-01-2011 Hitnotering: (Week 9) 12-02-2011 | Hitnotering: (Week 1 t/m 6) 13-05-1978 t/m 23-06-1978 Hitnotering: (Week 7 t/m 8) 08-01-2011 t/m 15-01-2011 Hitnotering: (Week 9) 12-02-2011 | Hitnotering: (Week 1 t/m 6) 13-05-1978 t/m 23-06-1978 Hitnotering: (Week 7 t/m 8) 08-01-2011 t/m 15-01-2011 Hitnotering: (Week 9) 12-02-2011 | Hitnotering: (Week 1 t/m 6) 13-05-1978 t/m 23-06-1978 Hitnotering: (Week 7 t/m 8) 08-01-2011 t/m 15-01-2011 Hitnotering: (Week 9) 12-02-2011 | Hitnotering: (Week 1 t/m 6) 13-05-1978 t/m 23-06-1978 Hitnotering: (Week 7 t/m 8) 08-01-2011 t/m 15-01-2011 Hitnotering: (Week 9) 12-02-2011 | Hitnotering: (Week 1 t/m 6) 13-05-1978 t/m 23-06-1978 Hitnotering: (Week 7 t/m 8) 08-01-2011 t/m 15-01-2011 Hitnotering: (Week 9) 12-02-2011 | Hitnotering: (Week 1 t/m 6) 13-05-1978 t/m 23-06-1978 Hitnotering: (Week 7 t/m 8) 08-01-2011 t/m 15-01-2011 Hitnotering: (Week 9) 12-02-2011 |
| Week: | 1 | 2 | 3 | 4 | 5 | 6 | | 7 | 8 | | 9 | |
| --- | --- | --- | --- | --- | --- | --- | --- | --- | --- | --- | --- | --- |
| Positie: | 20 | 16 | 23 | 23 | 38 | 40 | uit | 27 | 74 | uit | 80 | uit |

#### NPO Radio 2 Top 2000
| Nummer met noteringen in de NPO Radio 2 Top 2000 | '99 | '00 | '01 | '02 | '03 | '04 | '05 | '06 | '07 | '08 | '09 | '10 | '11 | '12 | '13 | '14 | '15 | '16 | '17 | '18 | '19 | '20 | '21 | '22 | '23 | '24 |
| ------------------------------------------------ | --- | --- | --- | --- | --- | --- | --- | --- | --- | --- | --- | --- | --- | --- | --- | --- | --- | --- | --- | --- | --- | --- | --- | --- | --- | --- |
| Baker Street                                     | 309 | 421 | 384 | 473 | 532 | 539 | 427 | 549 | 742 | 547 | 672 | 726 | 396 | 330 | 349 | 298 | 374 | 448 | 449 | 514 | 550 | 574 | 599 | 691 | 693 | 723 |

1. ↑  Een vetgedrukt getal geeft de hoogste notering aan.

## Undercover
In 1992 maakte de Britse housegroep Undercover een dance-versie van het nummer. In zowel de hitlijsten van het Verenigd Koninkrijk als in Nederland bereikte het nummer een hogere positie dan het origineel. In Nederland was de plaat op vrijdag 18 september 1992 Veronica Alarmschijf op Radio 3.

### Hitnoteringen

#### Nederlandse Top 40
| Hitnotering: 26-09-1992 t/m 12-12-1992 | Hitnotering: 26-09-1992 t/m 12-12-1992 | Hitnotering: 26-09-1992 t/m 12-12-1992 | Hitnotering: 26-09-1992 t/m 12-12-1992 | Hitnotering: 26-09-1992 t/m 12-12-1992 | Hitnotering: 26-09-1992 t/m 12-12-1992 | Hitnotering: 26-09-1992 t/m 12-12-1992 | Hitnotering: 26-09-1992 t/m 12-12-1992 | Hitnotering: 26-09-1992 t/m 12-12-1992 | Hitnotering: 26-09-1992 t/m 12-12-1992 | Hitnotering: 26-09-1992 t/m 12-12-1992 | Hitnotering: 26-09-1992 t/m 12-12-1992 | Hitnotering: 26-09-1992 t/m 12-12-1992 | Hitnotering: 26-09-1992 t/m 12-12-1992 |
| Week:                                  | 1                                      | 2                                      | 3                                      | 4                                      | 5                                      | 6                                      | 7                                      | 8                                      | 9                                      | 10                                     | 11                                     | 12                                     |                                        |
| -------------------------------------- | -------------------------------------- | -------------------------------------- | -------------------------------------- | -------------------------------------- | -------------------------------------- | -------------------------------------- | -------------------------------------- | -------------------------------------- | -------------------------------------- | -------------------------------------- | -------------------------------------- | -------------------------------------- | -------------------------------------- |
| Positie:                               | 35                                     | 14                                     | 6                                      | 4                                      | 3                                      | 2                                      | 3                                      | 3                                      | 5                                      | 16                                     | 18                                     | 30                                     | uit                                    |

#### Nationale Top 100
| Hitnotering: 19-09-1992 t/m 08-01-1993 | Hitnotering: 19-09-1992 t/m 08-01-1993 | Hitnotering: 19-09-1992 t/m 08-01-1993 | Hitnotering: 19-09-1992 t/m 08-01-1993 | Hitnotering: 19-09-1992 t/m 08-01-1993 | Hitnotering: 19-09-1992 t/m 08-01-1993 | Hitnotering: 19-09-1992 t/m 08-01-1993 | Hitnotering: 19-09-1992 t/m 08-01-1993 | Hitnotering: 19-09-1992 t/m 08-01-1993 | Hitnotering: 19-09-1992 t/m 08-01-1993 | Hitnotering: 19-09-1992 t/m 08-01-1993 | Hitnotering: 19-09-1992 t/m 08-01-1993 | Hitnotering: 19-09-1992 t/m 08-01-1993 | Hitnotering: 19-09-1992 t/m 08-01-1993 | Hitnotering: 19-09-1992 t/m 08-01-1993 | Hitnotering: 19-09-1992 t/m 08-01-1993 | Hitnotering: 19-09-1992 t/m 08-01-1993 |
| Week:                                  | 1                                      | 2                                      | 3                                      | 4                                      | 5                                      | 6                                      | 7                                      | 8                                      | 9                                      | 10                                     | 11                                     | 12                                     | 13                                     | 14                                     | 15                                     |                                        |
| -------------------------------------- | -------------------------------------- | -------------------------------------- | -------------------------------------- | -------------------------------------- | -------------------------------------- | -------------------------------------- | -------------------------------------- | -------------------------------------- | -------------------------------------- | -------------------------------------- | -------------------------------------- | -------------------------------------- | -------------------------------------- | -------------------------------------- | -------------------------------------- | -------------------------------------- |
| Positie:                               | 91                                     | 51                                     | 19                                     | 8                                      | 5                                      | 5                                      | 4                                      | 3                                      | 4                                      | 7                                      | 11                                     | 18                                     | 30                                     | 50                                     | 91                                     | uit                                    |